# McDonald’s Treasure Land Adventure
McDonald’s Treasure Land Adventure — компьютерная игра в жанре платформера, разработанная японской студией Treasure и выпущенная компанией Sega в 1993 году эксклюзивно для игровой консоли Sega Mega Drive. Игра основана на сети ресторанов быстрого питания McDonald’s и её рекламной кампании McDonaldland. Главным героем является клоун Рональд Макдональд — фирменный маскот McDonald’s, его цель — поиски недостающих фрагментов карты, ведущей к местонахождению зарытого клада, охраняемого группой злодеев. Рональд под управлением игрока может побеждать врагов с помощью магических атак и цепляться за крючки своим шарфом, чтобы добраться до более высоких платформ.
Treasure Land Adventure разрабатывалась одновременно с игрой Gunstar Heroes, которая также была выпущена в 1993 году. Компания-издатель Sega поручила Treasure разработать игру для McDonald’s после того, как разработчик не смог получить от неё контракт на разработку оригинальных игр для Sega Mega Drive из-за отсутствия репутации. Масато Маэгава, президент Treasure и программист проекта, настаивал на точном и уважительном отображении лицензии и персонажей McDonald’s в игре.
Игра получила положительные отзывы от критиков как при первоначальном релизе, так и в ретроспективном ключе — её хвалили за геймплей, графический стиль и музыку, хотя и критиковали за короткую продолжительность. Некоторые критики называли Treasure Land Adventure одной из лучших лицензионных игр эпохи 16-битных консолей.

## Игровой процесс

Скриншот игры, на котором Рональд Макдональд атакует противника магией

McDonald’s Treasure Land Adventure представляет собой платформер, основанный на рекламной кампании McDonaldland. По сюжету клоун Рональд Макдональд вместе со своими друзьями-маскотами McDonald’s находит фрагмент карты сокровищ во время прогулки по лесу, а остальные три фрагмента похищены группой злодеев. Клоун отправляется на поиски фрагментов, чтобы узнать местонахождение клада.
Игрок управляет Рональдом, которому предстоит посетить четыре локации, каждая из которых поделена на три этапа — «Волшебный лес», «Волшебный город», «Волшебное море» и «Волшебная Луна». Клоун может атаковать противников с помощью магии и цепляться своим шарфом к крюкам, чтобы подняться на более высокую платформу. Очками здоровья маскота McDonald’s являются красные драгоценные камни, которые персонаж теряет при падении в яму и при уроне, полученном от противника. На протяжении всей игры Рональд может собирать мешки с золотом, чтобы использовать их в магазинах, расположенных на определённых уровнях, — здесь продаются различные бонусы, которые увеличивают силу атаки, а также воздушные шарики, позволяющие безопасно перелететь через врагов и препятствия. Третий этап каждого уровня всегда заканчивается столкновением с боссом, которого Рональд должен победить и забрать один из драгоценных камней. На третьем этапе Макдональд также может найти одного из своих друзей, который подсказывает ему, как побеждать босса.

## Разработка и выпуск
McDonald’s Treasure Land Adventure разработана японской студией Treasure, основанной Масато Маэгавой и группой бывших сотрудников Konami. Маэгава основал Treasure в 1992 году после того, как он и его команда были разочарованы растущей зависимостью Konami от разработки продолжений своих известных франшиз, вроде Castlevania и Teenage Mutant Ninja Turtles, и они решили сосредоточиться на создании новых и оригинальных игр. Treasure приступила к разработке своей первой игры в жанре shoot ’em up с элементами платформера Gunstar Heroes в тот период, когда она не смогла заключить издательский контракт с Sega из-за отсутствия репутации. Вместо этого Sega и Treasure заключили контракт на разработку игры, основанной на маркетинговой кампании McDonaldland от сети фастфуд-кафе McDonald’s.
Разработка Treasure Land Adventure проходила параллельно с работой над Gunstar Heroes, в её создании принимали участие несколько сотрудников из штата Gunstar Heroes. Главным геймдизайнером игры выступил Коичи Кимура, сам Маэгава был продюсером, а Кацухико Сузуки сочинил саундтрек. Команде разработчиков нужно было создать оригинальных противников и персонажей, отличных от тех, что были в McDonaldland. Она отказалась от многих своих идей из-за того, что они не вписывались в атмосферу McDonald’s. Сузуки сочинял саундтрек, руководствуясь теми же соображениями. Маэгава утверждал, что Treasure Land Adventure должна оставаться верной лицензии McDonald’s и её персонажам, аналогично лицензионным играм с участием таких персонажей, как Микки Маус. Платформер помог Treasure ознакомиться с аппаратным обеспечением консоли Sega Mega Drive, которое стало важным для последующих проектов студии. Разработка Treasure Land Adventure была закончена раньше Gunstar Heroes, однако релиз первой Treasure решила отложить, так как хотела, чтобы её дебют был оригинальным.
McDonald’s Treasure Land Adventure была выпущена в Японии 23 сентября 1993 года и продавалась в тысяче ресторанах McDonald’s по всей стране. По прогнозам Sega, тираж проданных копий достигнет пятисот тысяч. В Европе и Северной Америке платформер вышел в октябре и декабре того же года соответственно. В североамериканской версии враги на первом уровне были заменены роботами — предположительно, чтобы избежать стереотипов о темнокожих. Европейская версия более сложная, чем в других странах: игрок начинал прохождение с меньшим количеством здоровья, а противники могли нанести ему больший урон.

## Отзывы критиков
| Иноязычные издания         | Иноязычные издания |
| Издание                    | Оценка             |
| -------------------------- | ------------------ |
| ASM                        | 9/12               |
| EGM                        | 37/50              |
| Famitsu                    | 25/40              |
| GameFan                    | 356/400            |
| GamePro                    | 16/20              |
| Video Games (DE)           | 72%                |
| Mega Drive Advanced Gaming | 66%                |
| Sega Magazine              | 76/100             |
| Sega Pro                   | 84/100             |
| Consoles+                  | 83%                |
| Mean Machines Sega         | 81/100             |
| Mega Fun                   | 81%                |

McDonald’s Treasure Land Adventure признаётся некоторыми изданиями одной из лучших игр по лицензии эпохи 16-битных консолей. Четыре рецензента из GameFan с удивлением оценили высокое качество игры, причём один из них сказал, что она может похвастаться такой графикой, превосходящей аппаратное обеспечение, и геймплеем, что и Gunstar Heroes. Рецензент британского журнала Mean Machines Пол Гас также был удивлён игрой: «С какой стати Treasure понадобилось прилагать столько усилий к игре только для того, чтобы сделать её такой простой, остаётся загадкой. И всё же они молодцы!». Он также сравнивал McDonald’s Treasure Land Adventure с Gunstar Heroes и отмечал талант новоиспечённой студии в разработке приятных и запоминающихся сайд-скроллеров. Графическая составляющая платформера была оценена положительно за красочность и визуал. Пол Гас отмечал яркие цвета и внимание к деталям. Один из рецензентов журнала Electronic Gaming Monthly похвалил Treasure Land Adventure за крупные платформы, заполненные различными предметами уровни и камео других персонажей McDonaldland. С ним согласился Ричард Хомси из Consoles+, который также похвалил саундтрек, полностью соответствующий тематике и дизайну. Лэнс Бойл из GamePro полагал, что молодых игроков привлекут красочные визуальные эффекты и фирменный стиль McDonald’s, но геймеры постарше вряд ли найдут в игре что-то новое.
Ретроспективные отзывы о Treasure Land Adventure также были положительными, хотя в них критики считали, что игре не хватает того блеска и технологической мощи, которые присутствуют в Gunstar Heroes и Dynamite Headdy. Курт Калата из сайта Hardcore Gaming 101 посчитал, что Treasure Land Adventure послужила основой для более поздних игр Treasure, вроде Dynamite Headdy, с похожей механикой и саундтреком. Люк Тейлор из Kotaku высоко оценивал в платформере графический стиль и солидный геймплей, который намного превосходит обычные лицензионные игры по качеству, и порекомендовал её всем любителям жанра. Тем не менее в качестве недостатков он отмечал короткую продолжительность и частые прыжки вслепую. Автор рецензии британского журнала Retro Gamer Пол Стаддон счёл некоторые идеи в Treasure Land Adventure инновационными для жанра, а также отмечал увлекательный геймплей и красочный визуал. Резюмируя, он написал: «McDonald’s Treasure Land Adventure — не лучшая игра в коллекции Treasure, но она очень увлекательна и вполне оправдывает высокие ценники на eBay, по которым она сейчас продаётся. Если вы ищете нетипичный платформер, тогда попробуйте её. Вы не будете разочарованы».